# Podlože
Podlože so gručasto naselje v Občini Majšperk na severovzhodu Slovenije in spadajo pod Štajersko pokrajino in Podravsko regijo. 
Leži ob cesti občina Majšperk - Mestna občina Ptuj. V naselju leži tudi prazgodovinsko gomilno grobišče iz 7. in 6. stoletja pr. n. št.